# Bolbella uhligi
Bolbella uhligi är en bönsyrseart som beskrevs av Stiewe 2007. Bolbella uhligi ingår i släktet Bolbella och familjen Mantidae. Inga underarter finns listade i Catalogue of Life.